# 3-Metil-3-pentanol
3-Metil-3-pentanol (IUPAC name, takođe dietil karbinol) je organsko hemijsko jedinjenje. On se koristi u sintezi trankvilajzera emilkamata.